# Crayons
Crayons – album amerykańskiej piosenkarki Donny Summer wydany w 2008 roku przez Burgundy Records.
Album był pierwszym od niemal 17 lat studyjnym wydawnictwem piosenkarki zawierającym wyłącznie premierowy materiał. Powstał we współpracy z wieloma różnymi autorami i producentami, choć Summer współtworzyła każdą z zamieszczonych na nim piosenek. Całość była mieszanką różnych stylów, w tym R&B i dance. Album okazał się tylko średnim sukcesem komercyjnym, za to promujące go single „I’m a Fire”, „Stamp Your Feet” i „Fame (The Game)” dotarły do 1. miejsca amerykańskiej listy Hot Dance Club Songs. W USA wydano też „It’s Only Love” jako singel cyfrowy, jako że piosenka była dostępna tylko na międzynarodowej edycji płyty. Crayons było ostatnim studyjnym albumem Donny Summer przed jej śmiercią w 2012 roku.

## Lista utworów
1. „Stamp Your Feet” – 3:52
2. „Mr. Music” – 3:14
3. „Crayons” (oraz Ziggy Marley) – 3:21
4. „The Queen Is Back” – 3:27
5. „Fame (The Game)” – 4:03
6. „Sand on My Feet” – 3:51
7. „Drivin’ Down Brazil” – 4:43
8. „I’m a Fire” – 7:11
9. „Slide Over Backwards” – 4:10
10. „Science of Love” – 3:48
11. „Be Myself Again” – 4:19
12. „Bring Down the Reign” – 4:33
13. „It’s Only Love” – 6:58

## Notowania
| Kraj                              | Pozycja | Certyfikat  |
| --------------------------------- | ------- | ----------- |
| Belgia (Ultratop Flandria)        | 77      |             |
| Hiszpania                         | 97      |             |
| Niemcy (Media Control)            | 73      |             |
| Rosja                             | –       | złota płyta |
| Stany Zjednoczone (Billboard 200) | 17      |             |
| Szwajcaria                        | 85      |             |
| Włochy (FIMI)                     | 42      |             |